# 헬로 게임즈
헬로 게임즈(Hello Games)는 서리주길퍼드에 본사를 둔 영국의 비디오 게임 회사이다. 이 회사는 2008년 2월 숀 머리, 그랜트 던컨, 라이언 도일, 데이비드 림이 설립(2008년 8월 4일 법인 설립)되었으며, 조 데인저 시리즈, 노 맨즈 스카이, 라스트 캠프파이어, 그리고 곧 출시될 라이트 노 파이어(Light No Fire)를 개발했다.

## 역사

### 설립과 조 데인저

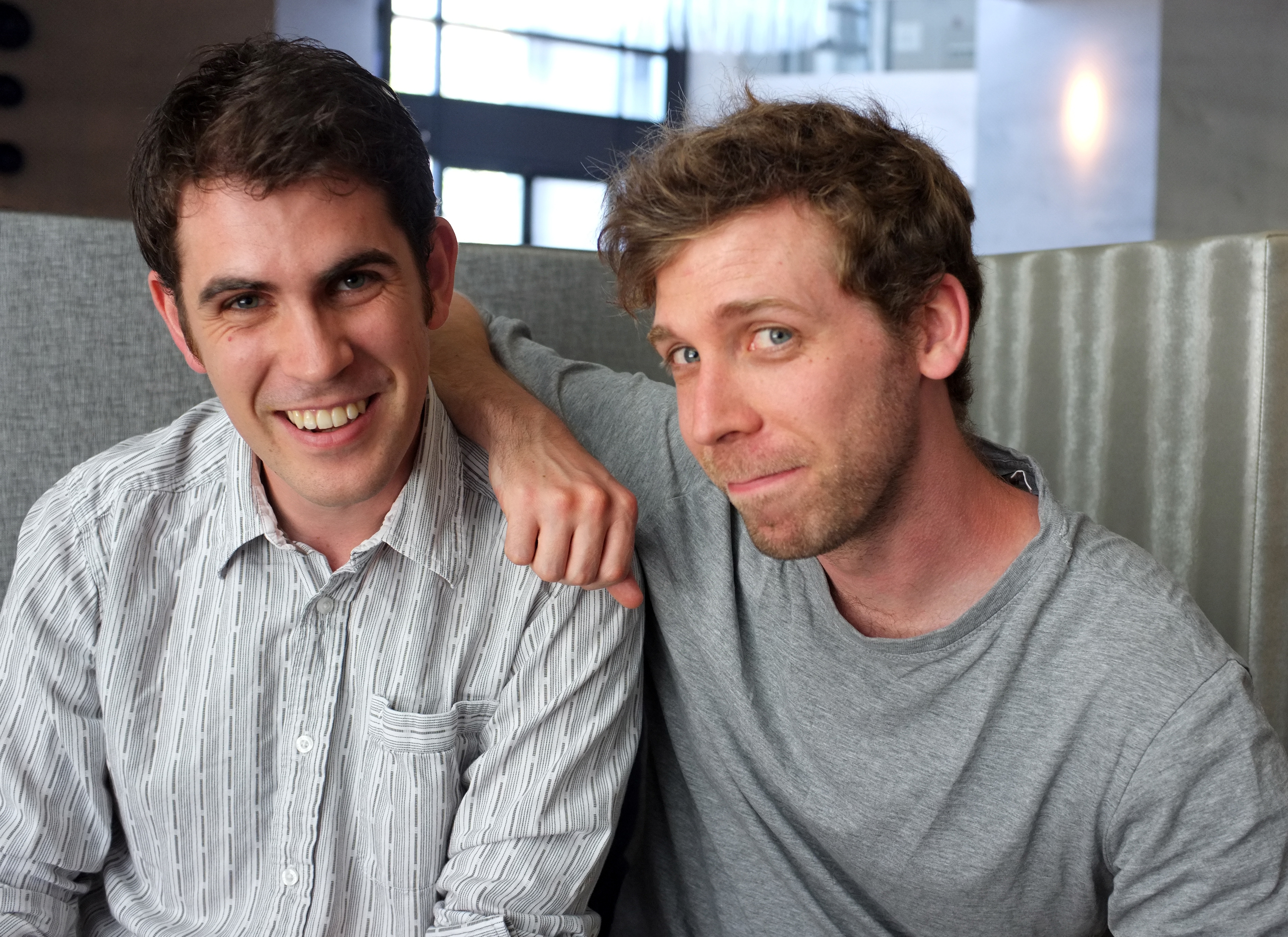
공동 설립자 숀 머리(왼쪽)와 그랜트 던컨

헬로 게임즈는 2008년 2월 숀 머리와 그랜트 던컨이 친구 라이언 도일, 데이비드 림과 함께 설립했다. 머리는 이전에 일렉트로닉 아츠의 개발자였는데 반복되는 속편 개발에 지쳐, 자신이 항상 만들고 싶었던 게임인 조 데인저를 만들기 위해 자신의 스튜디오를 설립하기로 결정했고, 이 게임은 2010년 스튜디오의 첫 출시작이 되었다. 2010년 디벨롭 어워드에서 이들은 최우수 신생 스튜디오와 최우수 마이크로 스튜디오 두 부문에서 수상했다. 2010년 9월, 이들은 가디언에 의해 지난 12개월 동안 가장 혁신적이고 창의적인 영국 기업 100곳 중 하나로 선정되었다. 조 데인저의 인기와 성공으로 그들은 속편인 조 데인저 2를 개발하게 되었다.

### 노 맨즈 스카이
머리는 일렉트로닉 아츠에서 속편을 만들다가 떠났는데 다시 속편을 만들게 되면서 자신에게 중년의 위기가 찾아왔고, 1980년대 공상 과학 소설에서 영감을 받아 절차적 생성을 통해 1800경 개 이상의 행성으로 이루어진 전체 우주를 구현한 노 맨즈 스카이의 아이디어를 떠올렸다고 말했다. 머리가 이끄는 단 4명의 소규모 팀이 개발한 노 맨즈 스카이는 VGX 2013 시상식에서 공개되어 게임에 대한 엄청난 기대를 불러일으켰다. 2013년 12월 24일, 스튜디오 사무실은 인근 강이 범람하여 침수되었고, 게임 개발에 사용되던 많은 하드웨어가 파손되었지만, 프로젝트 코드 대부분을 복구하여 다른 곳으로 이전할 수 있었다.
미디어는 소니 인터랙티브 엔터테인먼트가 플레이스테이션 4용 노 맨즈 스카이의 퍼블리싱 권한을 획득하면서 게임에 대한 기대감을 계속 키웠다. 그러나 게임은 몇 달 늦게 출시되었고, 플레이어들은 출시 직후 초기 미디어에서 약속된 것처럼 보였던 많은 기능(예: 멀티플레이어 기능)이 게임에 없다는 것을 발견했다. 헬로 게임즈 역시 기술 지원을 제외하고는 침묵했다. 헬로 게임즈는 게임 홍보와 그에 따른 약속된 기능 부족에 대해 부정직하다는 비난을 받았지만, 머리는 나중에 인터뷰에서 미디어가 생성하는 과대광고를 제어하거나 출시 시점에 게임이 어떤 모습일지, 그리고 시간이 지남에 따라 어떻게 개발할지에 대한 플레이어의 기대를 설정하는 데 실패했다고 설명했다. 출시 이후, 이 누락된 기능들 중 많은 부분이 수많은 무료 출시 후 업데이트를 통해 추가되었으며, 가상 현실 및 여러 콘솔 간 크로스 플랫폼 플레이 지원을 포함한 새로운 기능들도 추가되어 스튜디오는 게임 비전에 충실하다는 찬사를 받았다.

### 노 맨즈 스카이 이후
2017년, 스튜디오는 노 맨즈 스카이 작업에 기반한 여러 실험적이고 절차적 생성 프로젝트에 자금을 지원하는 헬로 랩스라는 이니셔티브를 발표했다. 더 게임 어워드 2018에서 헬로 게임즈는 세 명의 직원이 개발한 게임인 라스트 캠프파이어를 발표했으며, 이 게임은 2020년 8월에 출시되었다.
2020년 9월, 머리는 직원 중 일부는 여전히 노 맨즈 스카이 업데이트를 계속하고 있지만, 나머지 직원은 새로운 게임을 작업 중이라고 밝혔다. 그러나 노 맨즈 스카이의 출시 과대광고와 관련된 문제를 피하기 위해 게임의 세부 사항은 비밀로 유지할 계획이었다. 머리는 2022년 4월에 아직 초기 단계에 있는 그 게임에 대해 "천 명이 작업해도 불가능해 보일 만한 종류의 프로젝트"라고 말했다.
12월 더 게임 어워드 2023에서 머리는 절차적 생성에 기반한 노 맨즈 스카이와 유사한 탐험 및 생존 게임인 라이트 노 파이어를 소개했다. 하지만 여러 세계 대신 라이트 노 파이어는 모든 플레이어가 참여하는 하나의 단일 세계에 초점을 맞췄는데, 머리는 이를 "지구보다 크고" 노 맨즈 스카이가 생성한 행성보다 더 사실적인 기능과 밀도 높은 콘텐츠를 가진 "진정한 오픈 월드"라고 설명했다. 머리는 라이트 노 파이어가 노 맨즈 스카이보다 "더 야심찬 것"이라고 말했다. 머리의 라이트 노 파이어 발표가 노 맨즈 스카이의 발표와 그에 따른 부실한 출시로 이어진 과대광고를 모방한 것으로 보였지만, 평론가들은 헬로 게임즈가 더 성숙해져 기대를 더 잘 조절할 것이라고 믿고 있으며, 머리는 소셜 미디어를 통해 라이트 노 파이어의 과대광고에 대해 플레이어들과 농담을 주고받았다.
2024년 12월, 헬로 게임즈는 고스트 타운 게임즈가 개발한 협동 게임인 Stage Fright를 퍼블리싱할 것이라고 발표했다.

## 개발한 게임
| 연도 | 제목                            | 플랫폼                                                                                             |
| ---- | ------------------------------- | -------------------------------------------------------------------------------------------------- |
| 2010 | 조 데인저                       | 안드로이드, IOS, 플레이스테이션 3, 플레이스테이션 비타, 마이크로소프트 윈도우, 엑스박스 360        |
| 2012 | 조 데인저 2                     | 리눅스, MacOS, 플레이스테이션 3, 플레이스테이션 비타, 윈도우, 엑스박스 360                         |
| 2014 | 조 데인저 인피니티              | iOS                                                                                                |
| 2016 | 노 맨즈 스카이                  | MacOS, 닌텐도 스위치, 플레이스테이션 4, 플레이스테이션 5, 윈도우, 엑스박스 원, 엑스박스 시리즈 X/S |
| 2020 | 라스트 캠프파이어               | iOS, MacOS, 닌텐도 스위치, 플레이스테이션 4, 윈도우, 엑스박스 원                                   |
| 미정 | 라이트 노 파이어(Light No Fire) | 미정                                                                                               |